# ترانه‌هایی از ایمان و اخلاص
«ترانه‌هایی از ایمان و اخلاص» (به انگلیسی: Songs of Faith and Devotion) آلبومی از دپش مد است که در ۲۲ مارس ۱۹۹۳ منتشر شد.